# KJM Buchverlag
Der KJM Buchverlag hat seinen Verlagssitz in Hamburg. KJM verlegt ein kleines Vollprogramm von Belletristik und Sachbuch bis zu Kinder- und Jugendbuch sowie Foto- und Cartoonbänden. Das Programm gründet in der Zusammenarbeit mit Autoren aus dem norddeutschen Raum. Das Thema Norden spiegelt sich darüber hinaus in der Zusammenarbeit mit skandinavischen Autoren wider.

## Geschichte
2014 gründete der Literaturwissenschaftler, Autor und Verleger Klaas Jarchow den KJM Buchverlag mit Firmensitz in Hamburg-Blankenese in der Rechtsform einer GmbH & Co. KG. Geschäftsführer der Verwaltungs GmbH ist Klaas Jarchow. Themen des Programms sind u. a. Natur und Landschaft, Roman und Historischer Roman, Junge Literatur, Essen und Trinken, Humor und Zeichnung. Neben dem freien Programm veröffentlicht der Verlag immer wieder thematisch passende Bücher in Zusammenarbeit mit Unternehmen, Stiftungen oder Vereinen.

## Autoren des Verlags
Der KJM Buchverlag verlegt jährlich bis zu 30 Titel. Zu den Autoren zählen unter anderem Karsten Reise, Mona Harry, Jan von der Bank, Ingebjörg Berg Holm, Selina Seemann, Claus-Peter Lieckfeld, Jörgen Bracker, Til Mette, Tetsche, Detlef Jens, Norbert Klugmann, Eckart Brandt, Dagmar Hirche, Thomas Sampl, Lore Otto, Katharina Henne, Jens Mecklenburg, Hella Kemper, Karin Baron, Jan Kurz, Martin Stock, Rainer Kolbe.

## Editionen
- Edition Fischerhaus – Geschichten, Biografien und Erinnerungen aus dem Norden
- Edition Gezeiten – Wissenschaftliche Texte zur norddeutschen Geschichte und Kultur

## Einzelbelege
1. ↑  KJM im Katalog der Deutschen Nationalbibliothek
2. ↑  Buchhandlungen in der Krise
3. ↑  KJM-Verlagsseite
4. ↑  KJM YouTube